# Desafío sobre Fuego Latinoamérica
Desafío sobre Fuego Latinoamérica (Forged in Fire en Inglés) es un programa de telerrealidad latinoamericano que se transmite por History Channel, y es producida por Nippur Media. En cada temporada, varios herreros compiten en un concurso el cual consta de una prueba por episodio en donde deben forjar armas de hoja. Luego de sumar puntos según su desempeño en el transcurso de varios episodios, los forjadores (participantes) con mayor puntaje acceden a la final. El ganador de cada temporada se lleva US$10.000, y el título de campeón forjador. La serie es conducida por el actor latino Juan Pablo Llano, en compañía de los jueces Mariano Gugliotta, Ricardo Vilar y Doug Marcaida, expertos en forjado, historia, y uso de armas de filo. La primera temporada se estrenó el 12 de agosto de 2018 y su ganador fue Tom Silva, Brasil. La segunda temporada se estrenó el 23 de septiembre de 2019 y su ganador fue Daniel Jobim, Brasil. La tercera temporada se estrenó el 11 de agosto de 2020 y su ganador fue Sandro Boeck, Brasil.

## Formato
El formato del programa difiere parcialmente del original, al presentar forjadores continuos a través de la temporada, siendo que en la versión original, en general los participantes forjadores cambian en cada episodio. Desafió sobre Fuego Latinoamérica también presenta un sistema de puntos por episodio, en el cual los primeros lugares obtienen más puntos, al final el forjador con más puntos a través de la temporada se convierte en el campeón forjador.
Los participantes son forjadores provenientes de cualquier país de Latinoamérica, o de origen latino (Aunque no es un requisito obligatorio), de los cuales la mitad son de los países hispanohablantes, principalmente de México, Argentina, Colombia, Perú o Chile, y la otra mitad provenientes solo de un país, exclusivamente de Brasil.